# Великое княжество Литовское (энциклопедия)
«Вели́кое кня́жество Лито́вское» (ЭВКЛ; бел. Вялікае Княства Літоўскае) — трёхтомная энциклопедия на белорусском языке, посвящённая истории и культуре Великого княжества Литовского. В создании энциклопедии принимали участие учёные из Института истории и Института искусствоведения, этнографии и фольклора Академии наук Белоруссии, а также ВУЗов Республики. Кроме белорусских авторов, над энциклопедией работали литовские, польские и российские учёные.

## Содержание
Энциклопедические статьи приводятся в алфавитном порядке и содержат информацию о наиболее значительных событиях истории Великого княжества Литовского, а также о правовых актах, центральных и местных органах управления. Большое внимание уделяется государственным, религиозным и культурным деятелям, а также представителям виднейших княжеских и шляхетских родов, широко освещается финансовая и денежная политика. Значительная часть статей посвящена памятникам архитектуры, а также наиболее значимым печатным и рукописным книгам, периодической печати. Энциклопедия также содержит биографии исследователей XIX—XX веков, внёсших весомый вклад в изучение истории и культуры Великого княжества Литовского. Издание красочно иллюстрировано фотографиями, рисунками, картами и планами.

## Оценки
Историк Александр Кравцевич положительно оценил факт выхода энциклопедии и охарактеризовал её как «большой прорыв в исследовании Великого княжества Литовского, государства, которое создало белорусский народ». В то же время исследователь критикует подачу начальной истории Великого княжества Литовского с позиции так называемой «концепции Вячеслава Носевича» (см., например: Вячаслаў Насевіч. ВКЛ ад узнікнення да Крэўскай уніі), которую он считает недостаточно аргументированной и основанной на литовской историографии. Также историк критикует, на его взгляд, слишком нейтральные статьи о деятелях, которых он считает «однозначно негативными в белорусской истории» (например, статью про Александра Суворова). Также Кравцевич обращает внимание на некоторые фактологические неточности.
Культуролог С.Н. Гавров о ВКЛ как о современном политическом и социокультурном проекте:

 ВКЛ не только мемориальный проект, обращенный в прошлое, но органическое соединение исторической традиции и живой энергии сегодняшнего дня. Недаром в статьях энциклопедии о ВКЛ представлены не только события и персонажи давно ушедших эпох, но и историки, социологи, философы наших дней, те, кто своими работами и жизнью создает современную Беларусь. Конечно, сегодня это реконструкция, аутентичность которой ограничена, но как иначе оживить то, что было в истории.

## Тома
- Т. 1: Абаленскі — Кадэнцыя. — Мн.: Беларуская Энцыклапедыя імя П. Броўкі, 2005. — 684 с.: іл. ISBN 985-11-0314-4. (Второе издание 2007 г. ISBN 978-985-11-0393-1)
- Т. 2: Кадэцкі корпус — Яцкевіч. — Мн.: Беларуская Энцыклапедыя імя П. Броўкі, 2005. — 788 с.: іл. ISBN 985-11-0378-0.  (Второе издание 2007 г. ISBN 978-985-11-0394-8)
- Т. 3: Дадатак А — Я. — Мн.: Беларуская Энцыклапедыя імя П. Броўкі, 2010. — 690 с.: іл. ISBN 978-985-11-0487-7